# Sammansatt funktion

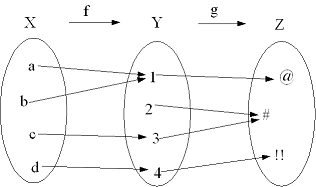
En illustration av den sammansatta funktionen g ∘ f.

En sammansatt funktion är inom matematiken en funktion som kan bildas genom att sätta samman två funktioner. Tecknet ∘, en mittplacerad ring som uttalas "boll", används för att ange sammansatt funktion. De flesta funktioner som förekommer kan beskrivas som sammansättningar av olika funktioner.

## Definition
Vid två givna funktioner f och g definieras sammansättningen av f(x) och g(x) genom
{\displaystyle f\circ g(x)=f(g(x))}
Här kallas funktionen {\displaystyle g(x)} den inre funktionen och funktionen {\displaystyle f(x)} den yttre funktionen.

## Exempel
Låt funktionerna {\displaystyle f(x)=x^{2}} och {\displaystyle g(x)=x-3} vara givna.

Exempel på sammansättning av två funktioner

Vid sammansättning av f och g  blir då den sammansatta funktionen {\displaystyle f\circ g(x)=(x-3)^{2}}. Variabeln x i funktionen f(x) byts ut mot funktionen g(x).
Betraktas istället sammansättningen av g och f får vi {\displaystyle g\circ f(x)=x^{2}-3} som den sammansatta funktionen. I detta exempel har istället förekomsterna av x i funktionen g(x) bytts ut mot funktionen f(x).
Eftersom till exempel {\displaystyle f\circ g(4)=(4-3)^{2}=1^{2}=1} men {\displaystyle g\circ f(4)=4^{2}-3=16-3=13}, är inte {\displaystyle f\circ g(x)} samma funktion som {\displaystyle g\circ f(x)}. Med andra ord är {\displaystyle \circ } inte en kommutativ operator.
Ett ytterligare exempel är fallet där {\displaystyle f(x)=3x} och {\displaystyle g(x)={\frac {x}{3}}}. I detta exempel är funktionerna varandras inverser. Dessa funktioner möjliggör följande sammansättningar: {\displaystyle f\circ g(x)=3({\frac {x}{3}})=x} och {\displaystyle g\circ f(x)={\frac {3x}{3}}=x}. 
Detta visar att sammansättningen av en funktion och dess invers är en funktion som lämnar argumentet oförändrat. Sammansättningen avbildar alltså den inre funktionens definitionsmängd på sig själv.